# Aires Francisco Cabral
Aires Francisco Cabral ist ein Politiker aus Osttimor. Er ist Mitglied der Partido Nasionalista Timorense (PNT).
Cabral wurde bei den Wahlen 2001 auf Platz 2 der PNT-Liste in die Verfassunggebende Versammlung gewählt. Hier war er Mitglied der Thematischen Kommission I.
Mit der Unabhängigkeit Osttimors am 20. Mai 2002 wurde die Versammlung zum Nationalparlament und Cabral Abgeordneter. Hier war er Mitglied in den Kommissionen A (Kommission für Verfassungsfragen, Recht, Freiheiten und Garantien) und E (Kommission für Eliminierung von Armut, ländliche und regionale Entwicklung und Gleichstellung der Geschlechter).
Bei den Neuwahlen im Juni 2007 trat Cabral nicht mehr an.
2010 gehörte Cabral zu den zehn Personen, die zu juristischen Autoren für das Parlament ausgebildet wurden. Sie sollten später für die Parlamentarier Gesetzesentwürfe verfassen und analysieren. Neben dem Nationalparlament unterstützten das Programm das Entwicklungsprogramm der Vereinten Nationen, AusAid, Norwegen und Schweden.